# Peyragudes
Peyragudes is een wintersportoord in de Franse Pyreneeën gelegen in de departementen Hautes-Pyrénées en Haute-Garonne in de regio Occitanie.
Dit skistation verenigt sinds 1988 het station van de Peyresourde (langs de zijde van Hautes-Pyrénées) en de Agudes (langs de zijde van Haute-Garonne). Een van de aantrekkingspunten van dit station is deze tweezijdigheid. De verbinding tussen de twee deelstations loopt over de Col de la Flamme.
In 2012 werd tijdens de 17e etappe van de Ronde van Frankrijk voor het eerst dit wintersportgebied aangedaan. De Spanjaard Alejandro Valverde won de etappe. In de Ronde van Spanje 2013 won Alexandre Geniez bovenop Peyragudes. In 2017 keerde de Ronde van Frankrijk terug naar Peyragudes. De rit werd gewonnen door Fransman Romain Bardet. En de Italiaan Fabio Aru reed er dezelfde dag de Brit Chris Froome uit de gele trui.
In 2022 werd de klim naar Peyragudes voor het eerst vanuit Armenteule beklommen. Van daar uit is de klim 8 km lang aan gemiddeld 7,8%. De etappe naar Peyragudes werd in 2022 gewonnen door de Sloveen Tadej Pogačar. Tadej Pogačar had de gehele beklimming aan de leiding gereden met de Deen Jonas Vingegaard en zijn Amerikaanse teamgenoot Brandon McNulty. 